# (6006) Anaximandre
(6006) Anaximandre, désignation internationale (6006) Anaximandros, est un astéroïde de la ceinture principale.

## Description
(6006) Anaximandre est un astéroïde de la ceinture principale. Il fut découvert par Eric Walter Elst le 3 avril 1989 à La Silla. Il présente une orbite caractérisée par un demi-grand axe de 2,8370 UA, une excentricité de 0,0803 et une inclinaison de 1,4175° par rapport à l'écliptique.
Il fut nommé en hommage au philosophe et savant grec présocratique Anaximandre de Milet.

## Compléments